# Chevrolet 2100B
Chevrolet 2100B ist die Bezeichnung für vier Pkw-Modelle der 1950er-Jahre. Hersteller war Chevrolet in den USA.

## Beschreibung
In den Jahren 1953 bis 1954 gab es den Deluxe 210. Er war als Limousine mit 2 oder 4 Türen, als 2-Türiges Coupé und ebensolches Cabriolet erhältlich.
Der entsprechende Kombi mit 5 Türen hieß 1953 Townsman und 1954 Handyman.
Von 1955 bis 1956 hieß das entsprechende Modell Two-Ten und war als Limousine mit 2 oder 4 Türen, als 2-Türiges Coupé oder Kombi mit 3 oder 5 Türen erhältlich.
Alle Modelle sind mit Sechszylinder-Reihenmotoren oder Achtzylinder-V-Motoren ausgestattet. Sie sind vorne eingebaut und treiben die Hinterräder an.